# هنری روپ
هنری روپ (به انگلیسی: Henry Roop) یک کشتی است که طول آن ۶۵ فوت می‌باشد. این کشتی در سال ۱۸۳۵ ساخته شد.